# Federació d'Emirats Àrabs del Sud
La Federació d'Emirats Àrabs del Sud (àrab: اتحاد إمارات الجنوب العربي, Ittiḥād Imārāt al-Janūb al-ʿArabī, ‘Unió d'Emirats del Sud Àrab’) fou una entitat neocolonial britànica destinada a substituir el protectorat Occidental d'Aden. Fou creada l'11 de febrer de 1959 amb sis estats.

## Estats fundadors
- Emirat hashimita de Beihan
- Emirat amiri de Dhala
- Sultanat awdhali de Zarah
- Sultanat fadli de Zinjibar
- Sultanat yafi de Jaar (Baix Yafa)
- Sultanat awlaqi de Nisab (Alt Awlaqi)

## Noves incorporacions
L'octubre de 1959 s'hi va afegir el soldanat abdali de Lahej, i el febrer de 1960 s'hi van adherir dos estats més:
- Sultanat awlaqi d'Ahwar (Baix Awlaqi)
- Estat de Dathina

## Fi
La Federació va canviar el seu nom el 4 d'abril de 1962 a Federació d'Aràbia del Sud.